# Yaqiao (sockenhuvudort i Kina, Hunan Sheng, lat 28,42, long 109,42)
Yaqiao (kinesiska: 雅桥, 雅桥乡) är en sockenhuvudort i Kina. Den ligger i provinsen Hunan, i den södra delen av landet, omkring 350 kilometer väster om provinshuvudstaden Changsha. Antalet invånare är 7 662. Befolkningen består av 3 711 kvinnor och 3 951 män. Barn under 15 år utgör 23,0 %, vuxna 15-64 år 66 %, och äldre över 65 år 10,0 %.
Runt Yaqiao är det ganska tätbefolkat, med 239 invånare per kvadratkilometer. Närmaste större samhälle är Huayuan, 19,8 km norr om Yaqiao. I omgivningarna runt Yaqiao växer i huvudsak blandskog.
Genomsnittlig årsnederbörd är 1 719 millimeter. Den regnigaste månaden är maj, med i genomsnitt 303 mm nederbörd, och den torraste är december, med 32 mm nederbörd.